# 740 Cantabia
740 Cantabia este un asteroid din centura principală, descoperit pe 10 februarie 1913, de Joel Metcalf.